# Крепость аль-Фахиди
Крепость аль-Фахи́ди (араб. حصن الفهيدي‎ — Хисн аль-Фахиди; англ. al-Fahidi-Fort) — крепость в центре города Дубай в эмирате Дубай, ОАЭ.

## История

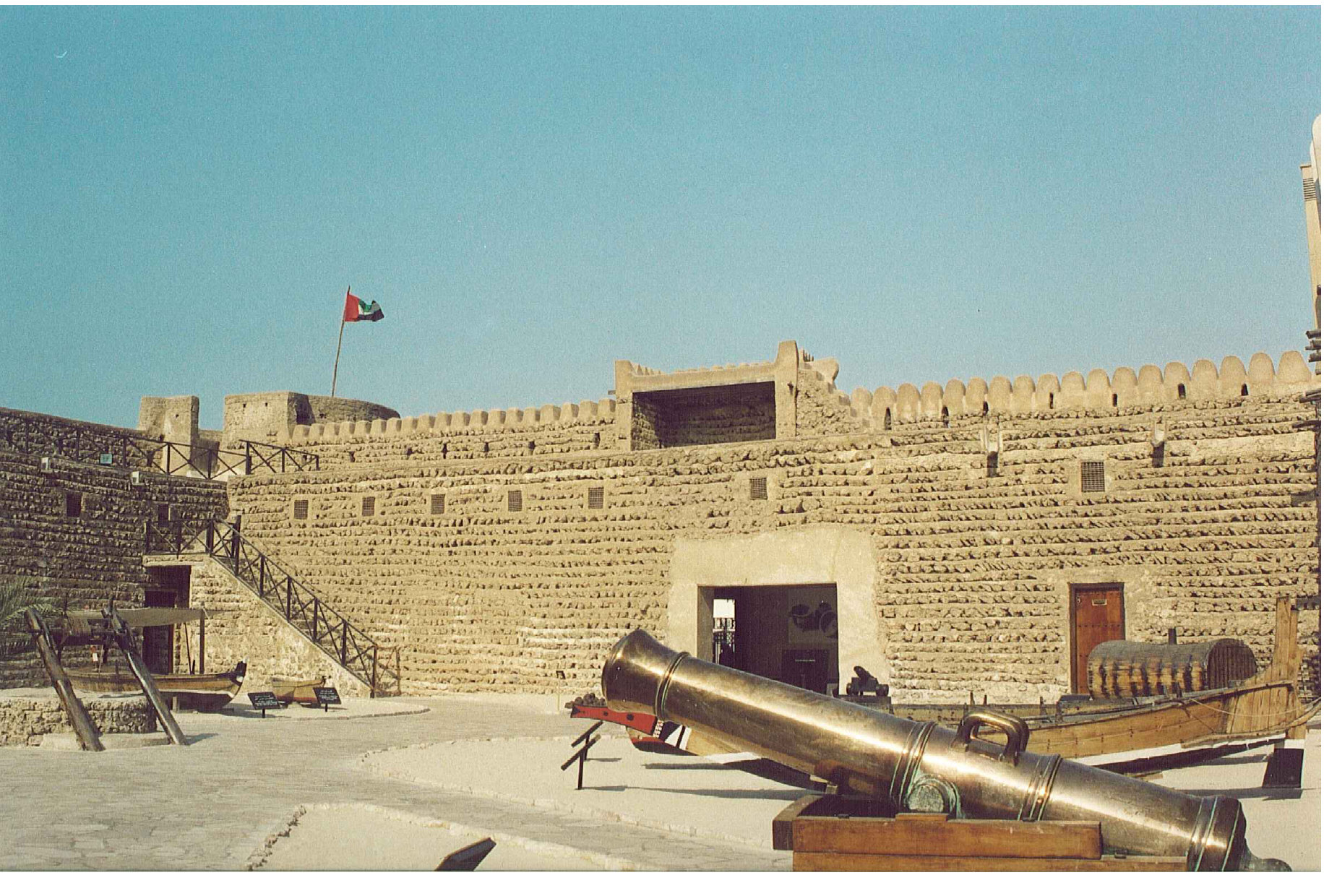
Крепость аль-Фахиди

Первые укрепления в этом месте города Дубай были возведены в 1799 году. Крепость аль-Фахиди в её нынешнем виде была построена близ побережья Персидского залива между районом Али бин Талиб и Аль-Фахиди-роуд в 1878 году и в настоящее время является старейшей сохранившейся архитектурной постройкой Дубая. В прошлом аль-Фахиди служила как для защиты города от нападений, так и как государственная тюрьма. В частности, здесь находились в заключении, перед их отправкой в изгнание, Бути и Саид, сыновья эмира Рашида ибн Мактума, попытавшиеся после смерти отца свергнуть с престола своего дядю, эмира Дубая Мактума ибн Хашера.
Крепость построена из глины, коралла и ракушечника, скреплённых известью, и имеет форму квадрата. Толстые, высокие стены защищают большой внутренний двор. Крепость имеет две башни — более высокую, круглой формы, и находящуюся от первой в противоположном, диагональном направлении — более плоскую и низкую.
После освобождения Дубая от колониальной власти Великобритании 2 декабря 1971 года правящий эмир Дубая, шейх Рашид ибн Саид аль-Мактум провёл реставрационные работы в этой, к тому времени сильно разрушенной, крепости и повелел открыть в ней музей. В 1987 году, после того, как в некоторых местах крепости аль-Фахиди возникла угроза обрушения, музей был размещён в подземных помещениях.
В настоящее время крепость аль-Фахиди известна как «Музей Дубая».